# Александър Давидов (дипломат)
Вижте пояснителната страница за други личности с името Александър Давидов.
Александър Петрович Давидов (на руски: Александр Петрович Давыдов) е руски дипломат, посланик, първият руски (и чуждестранен) дипломатически агент и генерален консул в Княжество България.

## Биография
Давидов е син на руски придворен аристократ. Започва следването си в историко-филологическия факултет, но завършва (1859) с отличие математическия факултет на Московския университет. Знае чужди езици, обича пътешествията, предпочита дипломатическата пред научната кариера. След постъпването си в министерството на външните работи е изпратен в Карлсруе, столица на баденския херцог. През следващите години работи като секретар в руските мисии във Вашингтон, Брюксел, Хага, Рим, Виена и Лондон.
След избухването на Руско-турската война през 1877 година Давидов постъпва на служба в Червения кръст, на първо време в Бесарабия, а по-късно оглавява евакуационен пункт за ранени и болни руски войници и турски военнопленници Петрошани, после във Фратещ, край Гюргево. По време на работата си в пункта през февруари 1878 г. заболява от тиф, но успява да се възстанови.
След края на войната, през август 1878 г., Давидов се връща на служба в руското външно министерство, вече като дипломатически агент във формиращата се българска държава. В изпълнение на директивите от министър Горчаков оказва съществено влияние върху дейността на търновското Учредително събрание, като парира инициативата на депутатите за протест пред Великите сили заради разпокъсването на Санстефанска България на Берлинския конгрес. Връчва акредитивните си писма на новоизбрания княз Александър Батенберг на 7 юли 1879 година. В борбите между политическите фракции в София поддържа консерваторите, съдейства им за сформирането на правителството начело с Тодор Бурмов.
Напуска България в началото на 1880 година и се завръща в Лондон, където е служил непосредствено преди войната с Турция. Там е съветник до 1882 г., оглавява посолството като негов управляващ от юни до ноември същата година.
Давидов е извънреден посланик и пълномощен министър на Русия в Япония от 1883 до смъртта си през 1885 г..